# Solomon Molcho
Solomon Molcho (em hebraico:  שלמה מולכו Shelomo Molkho), ou Molkho, originalmente Diogo Pires (1500 – 13 de dezembro de 1532) foi um místico judeu português e Messias proclamado. Foi queimado na fogueira pela Inquisição após se encontrar com o Sacro Imperador Romano Carlos V para pedir a criação de um exército judeu.

## Biografia
Não há informações sobre a família de Molcho ou sobre sua data exata de nascimento. Ele nasceu em Portugal entre setembro de 1500 e agosto de 1502, provavelmente de pais marranos. Seu nome original era Diogo Pires. Exerceu o cargo de secretário do Tribunal Superior de Apelações de seu país natal. Quando o aventureiro judeu David Reubeni chegou em 1525 para negociar com rei, ostensivamente em uma missão política de algumas das dez tribos perdidas de Israel, Molcho desejou se unir a ele, mas foi rejeitado. Ele, então, circuncidou-se a si mesmo, embora sem com isso ganhar o favor de Reubeni, e foi obrigado a emigrar.

## Estudos místicos
Molcho tornou-se um mestre talmudista e exegese bíblico, e então estudou a Kabbalah com Joseph Taitazak. Ele próprio inspirou Joseph Caro e Shlomo Alkabetz. Ele então vagou como um pregador pela Itália e Turquia, alcançando uma grande reputação, e sugeriu que o reino messiânico viria entre 1535 ou 1540. Em 1529, Molcho publicou uma porção de seus sermões sob o título Derashot, um livro que, mais tarde, foi renomeado como Sefer ha-Mefo'ar. Retornando à Itália, ele foi contestado por judeus proeminentes, incluindo Jacob Mantino ben Samuel, que temiam que ele pudesse causar inquietação entre os judeus. Ele recebeu uma audiência diante do Papa Clemente VII e ganhou seu favor, bem como o de alguns cardeais judeófilos em Roma. Ele avisou o Papa para deixar Roma, pois a cidade supostamente logo seria inundada, e enviou uma mensagem ao rei de Portugal alertando para um terremoto iminente. A ocorrência de uma inundação mortal em 8 de outubro de 1530, e um terremoto em Lisboa em 26 de janeiro de 1531 elevou a reputação de Molcho entre as autoridades religiosas e políticas.

## Viagens e execução
Na companhia de David Reubeni, seu mentor, ele foi em 1532 para Ratisbona, onde o imperador Carlos V estava em uma dieta. Nessa ocasião, Molcho carregou uma bandeira com a palavra hebraica Maccabi, as quatro letras מכבי que também significam uma abreviação para Êxodo 15:11 "Quem dentre os poderosos é como Deus?". Os três se reuniram por quatro horas, e apesar de o conteúdo exato da reunião não ter sido registrado, cartas escritas desde a côrte da época indicam que Molcho propôs o estabelecimento de uma junta armada judaico-cristã para afastar os inimigos estrangeiros do imperador e, possivelmente, reconquistar a Terra Santa. O imperadou mandou prender Molcho e Reubeni e mandou-os de volta à Itália. Em Mantua uma côrte eclesiástica sentenciou Molcho à morte queimado. Molcho foi levado para a fogueira em novembro ou dezembro de 1532 (uma tradição judaica lista a data como 5 de Tevet de 5293, mas não há registros para confirmar a data). É dito que o imperadour ofereceu-o perdão na condição de que ele retornasse à Igreja Católica, mas Molcho teria recusado, pedindo para ser executado como mártire. Seu mentor, David Reubeni, foi exilado para a Espanha, onde morreu posteriormente.

## Escritos
Molcho publicou um livro de homílias Derashot de nome Sefer Hamefoar, baseado majoritariamente no Talmud e no Midrash, em Tessalônica no final de 1529. Duas de suas cartas biográficas, que também contam seus sonhos, foram primeiramente publicadas de maneira censurada, em Amesterdã no ano de 1660, em um livro intitulado Hayat Kaneh. Estudiosos modernos descobriram várias outras obras de Molcho, incluindo um segundo livro, que ele havia preparado para publicação no momento de sua morte e que se concentrava na redenção messiânica e enfatizava a Cabala, e uma música e a transcrição de uma palestra de uma sinagoga que Molcho entregou na primavera de 1531. Seu segundo livro, juntamente com suas homilias e outros escritos, incluindo versões sem censura de suas cartas, foram publicados como Kitvei Shlomo Molcho (Os Escritos Coletados de Shlomo Molcho) em Jerusalém em 2019.
Os escritos e discursos de Molcho destacaram os papéis do Messias filho de José and the Messias filho de Davi no processo de redenção e enfatizou que a redenção poderia vir se os judeus fossem fiéis a Deus e seus mandamentos ou se os poderes religiosos e políticos não-judeus fossem extremamente maus e opressivos. Um sonho que Molcho teve em 1526 aparentemente o levou a acreditar que ele estava destinado a ser o Messias filho de José ou seu precursor, mas em nenhum de seus escritos ou discursos ele declarou isso explicitamente ou se proclamou o Messias.